# Mwene-Ditu
Mwene-Ditu är en stad i Kongo-Kinshasa. Den ligger i provinsen Lomami, i den centrala delen av landet, 900 km öster om huvudstaden Kinshasa. Antalet invånare är 1 252 469.